# فیل ایستوود
فیل ایستوود (انگلیسی: Phil Eastwood؛ زادهٔ ۶ آوریل ۱۹۷۸) بازیکن فوتبال اهل بریتانیا است.
از باشگاه‌هایی که در آن بازی کرده‌است می‌توان به باشگاه فوتبال مورکم، باشگاه فوتبال هاید، باشگاه فوتبال اشتون یونایتد، باشگاه فوتبال استالی‌بریج سلتیک، باشگاه فوتبال ساوتپورت، باشگاه فوتبال بامبر بریج، باشگاه فوتبال کترینگ تاون، باشگاه فوتبال برنلی، و باشگاه فوتبال لیک تاون اشاره کرد.